# ناحیه عین الملح
ناحیه عین الملح (به عربی: دائرة عین الملح) یک ناحیه در الجزایر است که در استان مسیله واقع شده‌است.